# 利益團體的自由主義
利益團體的自由主義（Interest group liberalism）是西奧多·羅維所提出用來指稱美國公共方案的政府部門擴張導致的顧客導向化的術語，這些方案有些是「偉大社會」計劃的一部分。
在羅維於1969年首次出版的重要書籍《自由主義的沒落》呈現對利益團體在美國政府中所扮演之角色的批評，認為「任何代表某種事物的團體終究是根據它所帶來的政治資源而非其利益的道德或理性力量來被應付或裁決（any group representing anything at all, is dealt with and judged according the political resources it brings to the table and not for the moral or rationalist strength of its interest）。」羅維的批評與羅伯·道爾等人支持的多元主義理論恰在對立面，因為多元主義主張利益團體提供了競爭以及人民與政府之間必要的民主連結。